# Liste der Einträge im National Register of Historic Places im Okmulgee County
Diese Liste der Einträge im National Register of Historic Places im Okmulgee County enthält alle im Okmulgee County, Oklahoma in das National Register of Historic Places eingetragenen Gebäude, Bauwerke, Objekte, Stätten oder historischen Distrikte.
Diese Liste entspricht dem Bearbeitungsstand des National Park Service/National Register of Historic Places vom 11. Oktober 2024.

## Legende
| NRHP | Historic Place             |
| NHL  | National Historic Landmark |
| HD   | National Historic District |

## Aktuelle Einträge
| [ 2 ] | Name                                  | Bild                          | Eintragsdatum                  | Lage                                                                                        | Ort       | Beschreibung |
| ----- | ------------------------------------- | ----------------------------- | ------------------------------ | ------------------------------------------------------------------------------------------- | --------- | ------------ |
| 1     | Creek National Capitol                | Creek National Capitol        | 15. Okt. 1966 ID-Nr. 66000632  | 6th Street und Grand Avenue 35° 37′ 21″ N, 95° 58′ 18″ W                                    | Okmulgee  |              |
| 2     | Eastside Baptist Church               | Eastside Baptist Church       | 23. Nov. 1984 ID-Nr. 84000306  | 219 N. Osage Avenue 35° 37′ 33″ N, 95° 57′ 29,9″ W                                          | Okmulgee  |              |
| 3     | First Baptist Central Church          | First Baptist Central Church  | 23. Nov. 1984 ID-Nr. 84000307  | 521 N. Central Avenue 35° 37′ 39″ N, 95° 58′ 11″ W                                          | Okmulgee  |              |
| 4     | Harmon Athletic Field                 | Harmon Athletic Field         | 25. Jan. 1999 ID-Nr. 98001588  | nördlich der Straßenkreuzung der 12th Street und Creek Avenue 35° 37′ 5″ N, 95° 57′ 51″ W   | Okmulgee  |              |
| 5     | Hugh Henry House                      | Hugh Henry House              | 18. Aug. 1983 ID-Nr. 83002110  | N. 3rd Street 35° 27′ 2″ N, 95° 58′ 59,9″ W                                                 | Henryetta |              |
| 6     | Isparhecher House and Grave           |                               | 12. Juli 1976 ID-Nr. 76001573  | westlich von Beggs, in der Nähe des Oklahoma State Highway 16 35° 44′ 15″ N, 96° 7′ 50″ W   | Beggs     |              |
| 7     | Kennedy Mansion                       | Kennedy Mansion               | 10. Dez. 2014 ID-Nr. 14001032  | 502 S. Okmulgee Avenue 35° 37′ 7,3″ N, 95° 58′ 31,1″ W                                      | Okmulgee  |              |
| 8     | Lake Okmulgee Dam Spillway Cascade    | weitere Bilder                | 25. Jan. 1999 ID-Nr. 98001591  | Oklahoma State Highway 56, westlich der U.S. Route 62 35° 37′ 19″ N, 96° 3′ 32″ W           | Okmulgee  |              |
| 9     | Nichols Park                          | weitere Bilder                | 6. Dez. 2006 ID-Nr. 06001115   | südlich der Straßenkreuzung der Lake Road und der Main Street 35° 24′ 23″ N, 95° 58′ 35″ W  | Henryetta |              |
| 10    | Nuyaka Mission                        | Nuyaka Mission                | 13. Apr. 1972 ID-Nr. 72001075  | westlich von Okmulgee 35° 38′ 59″ N, 96° 9′ 46″ W                                           | Okmulgee  |              |
| 11    | Okmulgee Armory                       | Okmulgee Armory               | 25. Jan. 1999 ID-Nr. 98001589  | an der Straßenkreuzung der 2nd und Alabama Street 35° 37′ 37″ N, 95° 58′ 35″ W              | Okmulgee  |              |
| 12    | Okmulgee Colored Hospital             | Okmulgee Colored Hospital     | 22. Juni 1984 ID-Nr. 84003387  | 320 N. Wood Drive 35° 38′ 3″ N, 95° 57′ 39″ W                                               | Okmulgee  |              |
| 13    | Okmulgee Country Club and Golf Course | weitere Bilder                | 15. März 2018 ID-Nr. 100002219 | 1400 S. Mission Lane 35° 36′ 38,2″ N, 95° 56′ 38,7″ W                                       | Okmulgee  |              |
| 14    | Okmulgee County Courthouse            | Okmulgee County Courthouse    | 23. Aug. 1984 ID-Nr. 84003390  | 300 W. 7th Street 35° 37′ 20″ N, 95° 58′ 27″ W                                              | Okmulgee  |              |
| 15    | Okmulgee Downtown Historic District   | weitere Bilder                | 17. Dez. 1992 ID-Nr. 92001693  | zwischen der 4th St., Frisco Ave., 8th St. und Okmulgee Avenue 35° 37′ 22″ N, 95° 58′ 12″ W | Okmulgee  |              |
| 16    | Okmulgee Public Library               | Okmulgee Public Library       | 28. Juli 1983 ID-Nr. 83002111  | 218 S. Okmulgee Avenue 35° 37′ 17″ N, 95° 58′ 31″ W                                         | Okmulgee  |              |
| 17    | Okmulgee Stock Pavilion               | Okmulgee Stock Pavilion       | 25. Jan. 1999 ID-Nr. 98001590  | an der Straßenkreuzung der Lagonda und Okmulgee Street 35° 38′ 14″ N, 95° 58′ 29″ W         | Okmulgee  |              |
| 18    | St. Anthony's Catholic Church         | St. Anthony's Catholic Church | 14. Juli 1983 ID-Nr. 83002112  | 515 S. Morton Street 35° 37′ 6″ N, 95° 58′ 19,9″ W                                          | Okmulgee  |              |
| 19    | Severs Block                          | Severs Block                  | 22. März 1991 ID-Nr. 91000311  | 101 E. 6th Street 35° 37′ 24″ N, 95° 58′ 16″ W                                              | Okmulgee  |              |
| 20    | Wilson School                         |                               | 28. Jan. 1981 ID-Nr. 81000465  | nordwestlich von Henryetta 35° 30′ 28″ N, 96° 2′ 6″ W                                       | Henryetta |              |